# Rafał Augustyn (kompozytor)
Rafał Augustyn (ur. 28 sierpnia 1951 we Wrocławiu) – polski kompozytor, krytyk muzyczny, a także filolog polski.

## Życiorys
Studia kompozytorskie odbył w Państwowej Wyższej Szkole Muzycznej we Wrocławiu u Ryszarda Bukowskiego (1971–1974) i w Państwowej Wyższej Szkole Muzycznej w Katowicach u Henryka Mikołaja Góreckiego (dyplom 1978). W latach 1969–1974 studiował polonistykę na uniwersytecie we Wrocławiu, gdzie uzyskał doktorat w 1982 na podstawie pracy Zagadnienia pokrewieństw strukturalnych w twórczości artystycznej okresu modernizmu. W 2014 nadano mu stopień doktora habilitowanego sztuk muzycznych w zakresie kompozycji i teorii muzyki na Wydziale Kompozycji, Interpretacji, Edukacji i Jazzu Akademii Muzycznej im. Karola Szymanowskiego w Katowicach.
Od 1973 pracownik Instytutu Filologii Polskiej Uniwersytetu Wrocławskiego. W latach 1979–1980 wykładowca języka polskiego w State University of New York w Stony Brook. Współpracownik „Ruchu Muzycznego” i miesięcznika „Odra” oraz Polskiego Radia (między innymi cykl Nowa muzyka, nowa wrażliwość) i Telewizji Polskiej TVP (cykl Klasyk, nasz bliski). W latach 1984–1994 wraz z Markiem Pijarowskim kierował festiwalem Musica Polonica Nova we Wrocławiu. 1981–1998 członek Komisji Programowej festiwalu Warszawska Jesień. W 1990 współzałożyciel Wydawnictwa Muzycznego „Brevis”. Sporadycznie występuje jako pianista.
Uzyskał wiele nagród kompozytorskich, m.in. nagrodę Związku Kompozytorów Polskich za wybitne osiągnięcia kompozytorskie w 2005.
W 2005 został odznaczony Brązowym, a w 2015 srebrnym Medalem „Zasłużony Kulturze Gloria Artis”.

## Wybrane kompozycje
- Ballada na smyczki, 1977
- Atlantyda I na orkiestrę, 1979
- Atlantyda II na orkiestrę i chór, 1983
- Auftakt na orkiestrę, 1989
- A linea na wiolonczelę i orkiestrę smyczkową, 1995
- Toccata festiva na orkiestrę młodzieżową, 1997
- 2 kwartety smyczkowe – I 1972, II z fl. ad lib., 1981, Kr. 1986
- Klangfarbenmelodie na kwartet perkusji, 1979
- Romans na puzon, kb., kotły i 2 fortepiany, 1980
- Miroirs dla 5 wykonawców, 1997
- na instrumenty solowe: En blanc et noir na klawesyn, 1979, Kr. 1987, 2. wersja na klawesyn i orkiestrę kameralną, 1987
- Long Island Rail Road na skrzypce i przedmioty towarzyszące, 1984
- Utwór cykliczny nr 1 na skrzypce, 1986, Poznań 1990
- Utwór cykliczny nr 2 na amplifikowany kontrabas solo, 1990, Poznań 1994
- Varesiana na flet, 1987, Poznań 1996
- na fortepian: Monosonata 1976, Kr. 1979, Utwory podróżne 1971-82, Wariacje na temat Paganiniego 1989, Poznań 1993
- Trzy nokturny rzymskie na chór mieszany, 1990, Poznań 1993
- Szczebrzeszyn na chór dziecięcy, 1992, Poznań 1992
- In partibus na chór m. i fortepian, 1995
- Carmina de tempore na sopr., fortepian i altówkę, 1981, Poznań 1998
- A Life’s Parallels na gł. wysoki i orkiestrę, 1983
- 5 kaligramów Apollinaire’a na sopr. i fortepian, 1991, Poznań 1998
- Au pair, solo na skrzypce i fortepian (2001)
- Itinerarium, concertino na orkiestrę i fortepian (2001).
- sceniczna: balet Figle szatana według Adama Münchheimera i Stanisława Moniuszki, 1985
- Król siedmiodniowy, pantomima w dwóch aktach (1988)
- pantomima Cantus puerorum, libr. H. Tomaszewski według Księgi Daniela, 1993
- muzyka teatralna
- elektroniczna: SPHAE.RA 1992; Per Sawa 1998.

## Publikacje
- O melodyce utworów T. Bairda, „Ruch Muzyczny” 1975 nr 8
- Pojęcie secesji w zastosowaniu do muzyki, w: Muzyka polska a modernizm, praca zbior., Kraków 1981
- Tendencje klasycystyczne w najnowszej muzyce polskiej, „Ruch Muzyczny” 1984 nr 13
- Artykulacja słowa u Mahlera oraz H.M. Górecki jako pedagog, „Zeszyty Naukowe Akad. Muz. we Wrocławiu” nr 35 oraz 49, Wrocław 1983, 1990.